# Radevce (Lebane)
Pour les articles homonymes, voir Radevce.
Radevce (en serbe cyrillique : Радевце) est un village de Serbie situé dans la municipalité de Lebane, district de Jablanica. Au recensement de 2011, il comptait 38 habitants.

## Démographie
| 1948 | 1953 | 1961 | 1971 | 1981 | 1991 | 2002 | 2011 |
| ---- | ---- | ---- | ---- | ---- | ---- | ---- | ---- |
| 585  | 668  | 617  | 450  | 309  | 160  | 94   | 38   |

|  |